# Graciele Herrmann
Graciele Herrmann, (Pelotas, 1 de enero de 1992) es una nadadora brasileña que compitió en los Juegos Olímpicos de Londres 2012.

## Biografía
En los Juegos Panamericanos de 2011 en Guadalajara, Herrmann ha ganado dos medallas de plata en los 50 metros libre, y en el 4 × 100 m estilo libre.
En los Juegos Olímpicos de Londres 2012, terminó 22º en los 50 m libre.
En el Campeonato Mundial de Natación de 2013 en Barcelona, en los 4 × 100 m libre, ella rompió el récord sudamericano, con un tiempo de 3m41s05, junto con Larissa Oliveira, Daynara de Paula y Alessandra Marchioro. El equipo brasileño terminó en el puesto 11, y no avanzó a la final. Ella también terminó 18 en los 50 m libre.
En los Juegos Suramericanos de 2014 en Santiago, Chile, ganó dos medallas de oro en los 50 metros y 4 x 100 metros libre (romper el récord de la competición en las dos carreras) y una medalla de plata en los 100 m libre. 
En el Trofeo Maria Lenk 2014, en São Paulo, Herrmann igualó el récord sudamericano en los 50 m libre, con un tiempo de 24s76, abriendo el relevo 4 × 50 m libre de su club.
En el Campeonato Pan-Pacífico de Natación de 2014 de Gold Coast, Australia, Herrmann terminó quinto en los 4 x 100 m libre, junto con Daynara de Paula, Etiene Medeiros y Alessandra Marchioro; quinto en los 4 x 100 m medley, junto con Daynara de Paula, Ana Carvalho y Etiene Medeiros; quinto en los 50 m libre; y 11 en los 100 m libre.
En los Juegos Panamericanos de 2015 en Toronto, Herrmann ganó una medalla de bronce en los 4 × 100 metros libre, rompiendo el récord sudamericano, con un tiempo de 3:37.39, junto con Larissa Oliveira, Etiene Medeiros y Daynara de Paula. Ella también terminó sexto en los 100 metros libre, y  séptimo en los 50 metros libre.
En el Campeonato Mundial de Natación de 2015, en Kazán, terminó 11º en los 4 × 100 metros libre , 21 en los 50 metros libre y 34 en los 100 metros libre.